# Pipizella bayburtica
Pipizella bayburtica är en tvåvingeart som beskrevs av Claussen och Hayat 1997. Pipizella bayburtica ingår i släktet rotlusblomflugor, och familjen blomflugor.
Artens utbredningsområde är Turkiet. Inga underarter finns listade i Catalogue of Life.